# Station Nowe Czarnowo
Station Nowe Czarnowo was een spoorwegstation in de Poolse plaats Nowe Czarnowo.